# City (opera mydlana)
City (ang. The City) – amerykańska opera mydlana nadawana na kanale ABC od 13 listopada 1995 do 28 marca 1997. Liczy 352 odcinki. City jest kontynuacją serialu Loving. Został stworzony przez Agnes Nixon, Barbarę Esensten i Jamesa Harmona Browna.
W Polsce serial emitowała Nasza TV od poniedziałku do piątku w okresie od 19 stycznia 1998 do 31 maja 1999. Pokazano wszystkie 352 odcinki.